# Penthetria
Penthetria är ett släkte av tvåvingar som beskrevs av Johann Wilhelm Meigen 1803. Penthetria ingår i familjen hårmyggor.

## Bildgalleri

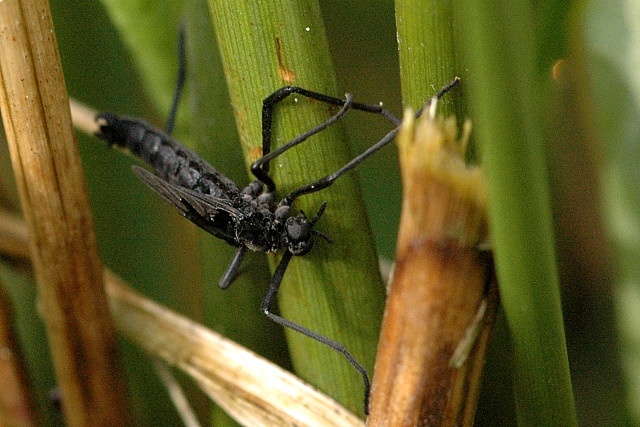
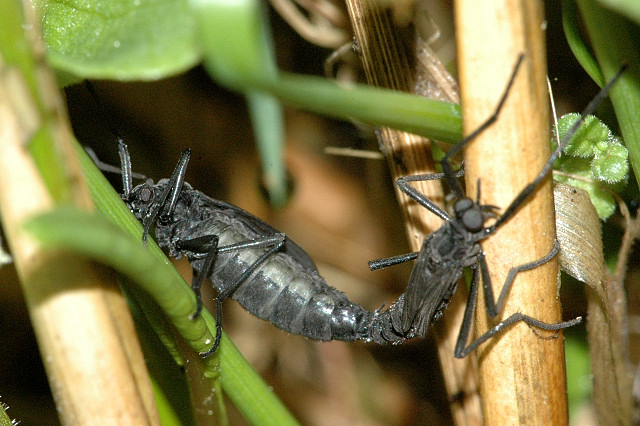
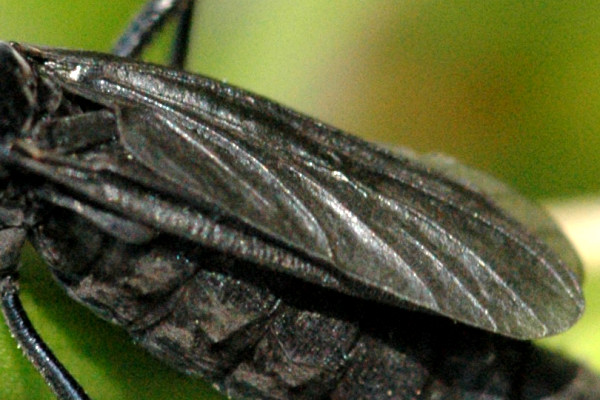

## Dottertaxa tillPenthetria, i alfabetisk ordning[1][2]
- Penthetria aberrans
- Penthetria appendicula
- Penthetria beijingensis
- Penthetria carbonaria
- Penthetria clavata
- Penthetria distincta
- Penthetria erythrosticta
- Penthetria formosana
- Penthetria funebris
- Penthetria gansuensis
- Penthetria gracilima
- Penthetria heros
- Penthetria heteroptera
- Penthetria indica
- Penthetria integroneura
- Penthetria japonica
- Penthetria melanaspis
- Penthetria mexicana
- Penthetria montanaregis
- Penthetria motschulskii
- Penthetria nigerrima
- Penthetria nigrita
- Penthetria obscura
- Penthetria picea
- Penthetria ritsumeikana
- Penthetria rufidorsalis
- Penthetria shaanxiensis
- Penthetria simplicipes
- Penthetria takeuchii
- Penthetria velutina
- Penthetria yunnanica
- Penthetria zheana